# Глінде (Шлезвіг-Гольштейн)
Глінде (нім. Glinde) — місто в Німеччині, розташоване в землі Шлезвіг-Гольштейн. Входить до складу району Штормарн.
Площа — 11,22 км2. Населення становить 18 380 ос. (станом на 31 грудня 2020).